# 書道パフォーマンス甲子園
書道パフォーマンス甲子園（しょどうパフォーマンスこうしえん）は、毎年愛媛県四国中央市の四国中央紙まつりに行われる学生大会である。大会の正式名称は全国高等学校書道パフォーマンス選手権大会。
高校書道部員12人以内でチームを組み、4m×6m四方の巨大な紙の上を流行の音楽に合わせて手拍子やダンスをしながら書道をする、文字通りパフォーマンス書道日本一の高校を決める大会である。

## 変遷
もともとは、愛媛県立三島高等学校書道部が市内のショッピングモールなどで音楽にあわせて大きな紙に歌詞を揮毫する「書のデモンストレーション」として披露していたもの。
当時、『NNNドキュメント』（日本テレビ系列のドキュメンタリー番組）での放送に向けて三島高校書道部に密着していた地元のテレビ・ラジオ放送局、南海放送のディレクターがこの書道パフォーマンスの魅力に惚れ込み、「日本一の紙の街・四国中央市を元気にできるイベントになる」と確信。書道パフォーマンス甲子園の企画を四国中央市に提案し開催が決まった。
この書道パフォーマンスの模様をテレビで全国放送したところ高視聴率を記録したため、日本テレビも「書道ガールズ甲子園」という大会を開催するようになった。その後、高校書道パフォーマンスの発祥と言われている愛媛県立三島高等学校書道部をモデルに、『書道ガールズ!! わたしたちの甲子園』という映画が日本テレビによって作られることとなった。
それまで3 - 5校/回だった大会参加校が、映画が公開されてからは一気に18校にまで急増し、第3回大会では予選審査で12校に絞り込まれた。また、本選の観客が多くなることを見越して、大会側も開催場所を栄町商店街から川之江体育館に変更したが、当日には体育館に入りきれない人で溢れ返るほどの盛況ぶりとなった。ただ、川之江体育館には空調設備がなく、大会開催に相応しくないということで、2013年からは会場を伊予三島運動公園体育館に変更となった。
こうして、愛媛県立三島高等学校書道部員達の四国中央市の活性化のために始めた活動が、予想を遥かに超える効果をもたらし、さらには日本国内に書道ブームまで巻き起こす結果となったのである。

## 審査方法
参加校の募集は例年5月ごろから始まり、予選はビデオ審査、本選は実技審査で行われる。予選の審査発表は6月下旬、本選の審査結果は各校のパフォーマンス終了後に発表される。審査方法は、審査員5名程度による採点・評価で、書の美しさや演技の美しさ・躍動感が審査基準となる。

## 大会結果
この節の出典:
第1回 2008年7月27日（日）
- 優勝 三島高校（愛媛県）
- 準優勝 大分高校（大分県）
- 審査員特別賞 五日市高校（広島県）

第2回 2009年8月2日（日）
- 優勝 五日市高校（広島県）
- 準優勝 三島高校（愛媛県）
- 審査員特別賞 大分高校（大分県）
- 紙まつり特別賞 別府青山高校（大分県）
- ふれあい大学特別賞 英明高校（香川県）

第3回 2010年7月31日（土）
- 優勝 大分高校（大分県）
- 準優勝 五日市高校（広島県）
- 審査員特別賞 三島高校（愛媛県）
- 南海放送賞 土佐女子高校（高知県）
- 紫舟賞 鳥取東高校（鳥取県）

第4回 2011年7月31日（日）
- 優勝 大分高校（大分県）
- 準優勝 五日市高校（広島県）
- 審査員特別賞 川之江高校（愛媛県）
- 南海放送賞 本庄第一高校（埼玉県）
- 紫舟賞 三島高校（愛媛県）

第5回 2012年7月29日（日）
- 優勝 鳥取東高校（鳥取県）
- 準優勝 五日市高校（広島県）
- 第3位 大分高校（大分県）
- 審査員特別賞 八幡中央高校（福岡県）
- 南海放送賞 宮城第一高校（宮城県）
- 紫舟賞 高田高校（岩手県）

第6回 2013年7月28日（日）
- 優勝 大分高校（大分県）
- 準優勝 高松商業高校（香川県）
- 第3位 三島高校（愛媛県）
- 審査員特別賞 鳥取東高校（鳥取県）
- 南海放送賞 八戸東高校（青森県）
- 紫舟賞 上宮高校（大阪府）

第7回 2014年8月3日（日）
- 優勝 三島高校（愛媛県）
- 準優勝 鳥取東高校（鳥取県）
- 第3位 五日市高校（広島県）
- 審査員特別賞 新潟江南高校（新潟県）
- 南海放送賞 高松西高校（香川県）

第8回 2015年7月26日（日）
- 優勝 高松商業高校（香川県）
- 準優勝 高松西高校（香川県）
- 第3位 五日市高校（広島県）
- 審査員特別賞 米子西高校（鳥取県）
- 南海放送賞 上宮高校（大阪府）

第9回 2016年8月7日（日）
- 優勝 高松商業高校（香川県）
- 準優勝 三島高校（愛媛県）
- 第3位 八幡中央高校（福岡県）
- 審査員特別賞 松江東高校（島根県）
- 南海放送賞 松本蟻ヶ崎高校（長野県）
- 紫舟賞 三本松高校（香川県）

第10回 2017年8月6日（日）
- 優勝 八幡中央高校（福岡県）
- 準優勝 高松商業高校（香川県）
- 第3位 西条高校（愛媛県）
- 審査員特別賞 松本蟻ヶ崎高校（長野県）
- 紫舟賞 本庄第一高校（埼玉県）
- 南海放送賞 岡山東商業高校（岡山県）

第11回　2018年7月29日(日)
- 優勝&南海放送賞 八幡中央高校（福岡県)
- 準優勝 高松西高校（香川県）
- 第3位 兵庫高校 (兵庫県)
- 審査員特別賞 松本蟻ヶ崎高校 (長野県)
- 紫舟賞 神辺旭高校 (広島県)
- 帆風成海賞 松江東高校 (島根県)

第12回 2019年8月4日(日)
- 優勝 松本蟻ヶ崎高校 (長野県)
- 準優勝 八幡中央高校（福岡県)
- 第3位 高松商業高校 (香川県)
- 審査員特別賞 本庄東高校 (埼玉県)
- 紫舟賞 大牟田北高校 (福岡県)
- 南海放送賞 上宮高校 (大阪府)

第13回 2020年7月26日(日)
- 新型コロナウイルス感染症の世界的流行により中止

第14回 2021年7月25日(日）
- 優勝 松本蟻ヶ崎高校 (長野県)
- 準優勝 高松西高校（香川県)
- 第3位 三島高校（愛媛県）
- 審査員特別賞 大牟田北高校（福岡県）
- 紫舟賞 鳥取城北高校（鳥取県）

第15回 2022年7月24日(日）
- 優勝 松本蟻ヶ崎高校 (長野県)
- 準優勝 鳥取城北高等学校（鳥取県)
- 第3位 上宮高等学校（大阪府）
- 審査員特別賞 仙台育英学園高等学校（宮城県）
- 紫舟賞 岐阜高等学校（岐阜県）
- 南海放送賞 三島高等学校（愛媛県）
- 青柳美扇賞 須磨東高等学校（兵庫県）

第16回 2023年7月23日(日）
- 優勝 鳥取城北高等学校（鳥取県)
- 準優勝 八幡中央高等学校 (福岡県)
- 第3位 松本蟻ヶ崎高等学校（長野県）
- 審査員特別賞 本庄東高等学校（埼玉県）
- 紫舟賞 仙台育英学園高等学校（宮城県）
- 南海放送賞 鳥取城北高等学校（鳥取県）
- 青柳美扇賞 神辺旭高等学校（広島県）

第17回 2024年7月28日(日）
- 優勝 鳥取城北高等学校（鳥取県)
- 準優勝 水戸葵陵高等学校 (茨城県)
- 第3位 松本蟻ヶ崎高等学校（長野県）
- TAKAHIRO賞 本庄東高等学校（埼玉県）
- 審査員特別賞 八幡中央高等学校 (福岡県)
- 紫舟賞 仙台育英学園高等学校（宮城県）
- 南海放送賞 愛知商業高等学校（愛知県）
- 青柳美扇賞 須磨東高等学校（兵庫県）

第18回 2025年7月27
- 優勝 水戸葵陵高等学校 (茨城県)
- 第2位 松本蟻ヶ崎高等学校（長野県）

## その他

### 大会用紙
大会で使う用紙は、四国中央市の製紙会社である丸住製紙から提供を受けている。提供を受けている用紙は3m幅のロール紙のため、書道パフォーマンス甲子園事務局で約4mに裁断したのち、2枚を張り合わせている。
2011年からはゴークラが丸住製紙で製造された幅1.55メートル、長さ3,500メートルの原反を長さ50メートル巻きにして大会用紙として一般用に販売している。初年度の売り上げはわずか34本であったが、少しずつ売り上げを伸ばし2023年度には約2,200本を販売している。また、2022年からは大会用紙が四国中央市のふるさと納税の返礼品に登録されている。

### ラッピングトラック
川之江港湾運送が令和4年（第15回大会）より毎年優勝校の写真をデザインしたラッピングトラックを運行している。大きなコンテナの背面の観音扉に優勝校の写真がラッピングされ、優勝校の副賞として贈られている。ラッピングのデザインは毎年変更され、いくつかの案から関係者を中心に最終的な案が決定されている。